# Seis Conciertos para dos órganos (Antonio Soler)
Los Seis Conciertos para dos órganos de Antonio Soler integran una colección formada por los siguientes conciertos:
- Concierto n.º 1 en Do mayor
  1. Andante
  2. Minué

- Concierto n.º 2 en La menor
  1. Andante
  2. Allegro
  3. Tempo de minué

- Concierto n.º 3 en Sol mayor
  1. Andante
  2. Minué

- Concierto n.º 4 en Fa mayor
  1. Affettuoso
  2. Andante non largo
  3. Minué

- Concierto n.º 5 en La mayor
  1. Cantabile
  2. Minué

- Concierto n.º 6 en Do mayor
  1. Allegro
  2. Minué

El concierto, como forma musical, está típicamente basado en una orquesta y un instrumento solista. Según tal concepción estos conciertos no lo serían estrictamente, pues carecen de orquesta acompañante. No se sabe a ciencia cierta por qué eran considerados como tal, pero una de las teorías era la potencia de sonido que expedían dos órganos de iglesia tocando a la vez; su fuerza era tal, que parecía que había una orquesta entera tocando dentro del templo. Existen algunos conciertos para órgano y orquesta, pero muy raros para dos órganos solos. El título original completo de esta obra es “Seis Conciertos de dos órganos obligados compuestos por el P. Fr. Antonio Soler para la diversión del Serenísimo Infante de España Don Gabriel de Borbón”. El Padre Soler, durante su pertenencia a la comunidad de monjes jerónimos de El Escorial tuvo por alumno de música al infante Gabriel, hijo del rey Carlos III de España, y escribió estas piezas especialmente para él. Hay que imaginar que serían el profesor y el alumno los que las interpretasen en los órganos del coro de la propia basílica. El órgano es un instrumento característico de las iglesias, aunque no exclusivo de ellas, siendo habitual su incorporación a las actuales salas de concierto. Lo que no suele suceder es que se cuente con dos órganos en una misma sala, por lo que la interpretación de esta obra se viene realizando ordinariamente en iglesias que dispongan de una pareja de órganos, salvo cuando se recurre a la versión para clave que facilita la ejecución en cualquier lugar. En los archivos del Monasterio de El Escorial se conserva el manuscrito original de la partitura de estos conciertos.
El que se escribieran originalmente para órgano no quiere decir que tengan un carácter religioso o litúrgico; por el contrario, muestran un aire galante, festivo y casi frívolo en la línea estilística de la escuela de los clavecinistas españoles, y patentizan la influencia que en ella tuvo Domenico Scarlatti.
- Datos: Q6123976